# Bangolo
Bangolo är en ort i Elfenbenskusten. Den ligger i distriktet Montagnes i den sydvästra delen av landet, 240 km väster om huvudstaden Yamoussoukro. Folkmängden uppgick till cirka 17 000 invånare vid folkräkningen 2014.